# STAKE
STAKE, opgericht onder de naam Steak Number Eight, is een postrock- en noiseband uit het Belgische Wevelgem. De muziek is een mengeling van postrock en sludgemetal, en is beïnvloed door bands als Pelican, Isis, Sunn O))) en Amenra.

## Steak Number Eight
Eind 2007 won Steak Number Eight het provinciaal rockconcours Westtalent. Enkele maanden later won de groep Humo's Rock Rally 2008. Daarmee werden ze de jongste winnaars ooit. Meteen na hun overwinning bracht Steak Number Eight haar demo-album When The Candle Dies Out uit. De Rock Rally-zege en de positieve recensies van hun cd leverde de groep meteen optredens op grote festivals op. Zo speelden ze onder meer op Marktrock, Dour Festival, Polsslag, Graspop Metal Meeting 2008, 2011, 2013 en 2016 en Pukkelpop 2012, 2013, 2017 en 2018.
Ze stonden in het voorprogramma van onder andere Pelican, Deftones en And So I Watch You From Afar.
In 2009 verscheen de single 'Blood On Our Hands' in een korte versie. Het origineel op de debuut-cd duurt bijna acht minuten. De radio-edit werd geproduceerd door Mario Goossens (Black Box Revelation, Triggerfinger e.a.).
Steak Number Eights debuutplaat All Is Chaos werd uitgebracht op 7 maart 2011. De plaat werd geproduceerd door Mario Goossens en in januari 2011 gemixt door Matt Bayles (o.a. Mastodon, Isis, Pearl Jam) in de Red Room Studio in Seattle.
In 2012 heeft Steak Number Eight een contract getekend bij het Britse agentschap The Agency Group, waar ze met dezelfde agent als onder andere And So I Watch You From Afar. In april vertrekt de band op hun grootste internationale tour tot nu toe. Deze tour trekt door België, Frankrijk, Engeland en Spanje en zal 1 maand duren.
"All Is Chaos" zal in de mei-editie van het bekende Britse muziekmagazine Metal Hammer verschijnen. Concreet houdt dit in dat er wereldwijd 65.000 exemplaren van de plaat, waarvan 45.000 in het Verenigd Koninkrijk alleen al, zullen verspreid worden.
'The Hutch' is de derde plaat van Steak Number Eight en werd uitgebracht op 18 maart 2013. Het album werd geproduceerd door Reinhard Vanbergen (The Hickey Underworld, Drums Are for Parades) en gemixt door Matt Bayles. Howie Weinberg (Deftones, Faith no More, Pantera, Ween) deed de mastering.

## STAKE
In 2018 besliste de band verder te gaan onder de naam STAKE en werd er ook een lichte wending in de stijl van muziek genomen. In 2019 brachten ze hun eerste album uit onder de nieuwe naam. 

## Discografie
When The Candle Dies Out (2008)
1. The Sea Is Dying
2. My Hero
3. The Holy Truth
4. On The Other Side
5. Falling Out Of A Dream
6. Blood On Our Hands
7. After You

All Is Chaos (2011)
1. Dickhead
2. Pyromaniac
3. The Calling
4. Black Fall
5. Stargazing
6. Track Into The Sky
7. Trapped
8. Man vs. Man
9. Drowning In Your Blood
10. The Perpetual

The Hutch (2013)
1. Cryogenius
2. Black Eyed
3. Photonic
4. Push/Pull
5. Pilgrimage Of A Black Heart
6. Exile Of Our Marrow
7. The Shrine
8. Slumber
9. Ashore
10. Rust
11. Tearwalker

KOSMOKOMA (2015)
1. Return Of The Kolomon
2. Your Soul Deserves To Die Twice
3. Principal Features Of The Cult
4. Gravity Giants
5. Charades
6. Knows Sees Tells All
7. Claw It In Your Eyes
8. It Might Be The Lights
9. Cheating The Gallows
10. Future Sky Batteries
11. Space Punch

Critical Method (2019)
1. Critical Method
2. Absolute Center
3. Careless
4. Human Throne
5. Catatonic Dreams
6. Devolution
7. Doped Up Salvations
8. Eyes For Gold

Love, Death and Decay (2022)
1. Love, Death and Decay
2. Deliverance Dance
3. Zone Out
4. F*ck My Anxiety
5. Queen in the Dirt
6. Deadlock Eyes
7. Ray of the Sun
8. Dream City

### De Zwaarste Lijst
| Nummer                | 2009* | 2010* | 2011* | 2012* | 2013 | 2014 | 2015 | 2016 | 2017 | 2018 | 2019 | 2020 | 2021 | 2022 | 2023 | 2024 | 2025 |
| --------------------- | ----- | ----- | ----- | ----- | ---- | ---- | ---- | ---- | ---- | ---- | ---- | ---- | ---- | ---- | ---- | ---- | ---- |
| Ashore                | -     | -     | -     | -     | -    | -    | -    | -    | -    | -    | -    | -    | 548  | 579  | -    | -    | -    |
| Black Eyed            | -     | -     | -     | -     | -    | -    | -    | -    | -    | -    | -    | -    | 515  | 626  | -    | -    | -    |
| Black Fall            | -     | -     | -     | -     | -    | -    | -    | -    | -    | -    | -    | -    | 430  | -    | -    | -    | -    |
| Careless              | -     | -     | -     | -     | -    | -    | -    | -    | -    | -    | -    | -    | -    | 310  | -    | -    | -    |
| Catatonic Dreams      | -     | -     | -     | -     | -    | -    | -    | -    | -    | -    | -    | 63   | 30   | 23   | 31   | 30   | 45   |
| Devolution            | -     | -     | -     | -     | -    | -    | -    | -    | -    | -    | -    | -    | 225  | 207  | -    | -    | -    |
| Dickhead              | -     | -     | -     | -     | -    | -    | -    | -    | -    | -    | -    | -    | 151  | 157  | -    | -    | -    |
| Doped Up Salvations   | -     | -     | -     | -     | -    | -    | -    | -    | -    | -    | -    | -    | -    | 324  | -    | -    | -    |
| Everybody knows       | -     | -     | -     | -     | -    | -    | -    | -    | -    | -    | -    | -    | -    | 500  | -    | -    | -    |
| Human Throne          | -     | -     | -     | -     | -    | -    | -    | -    | -    | -    | -    | -    | 235  | 572  | -    | -    | -    |
| Return of the Kolomon | -     | -     | -     | -     | -    | -    | -    | -    | -    | -    | -    | -    | 311  | 420  | -    | -    | -    |
| Pyromaniac            | -     | -     | -     | -     | 32   | -    | -    | -    | -    | -    | -    | -    | 353  | 481  | -    | -    | -    |
| The Calling           | -     | -     | -     | 48    | 58   | -    | -    | -    | -    | -    | -    | -    | 519  | -    | -    | -    | -    |
| The Sea Is Dying      | -     | -     | 41    | 17    | 16   | 28   | 22   | 11   | 12   | 11   | 11   | 10   | 8    | 7    | 7    | 3    | 5    |

- Tot 2012 had de Zwaarste Lijst 70 plaatsen. Dit werd vanaf 2013 verminderd tot 66. In 2021 en 2022 bevatte de lijst 666 plaatsen.